# トリクスター
トリクスター (Trixter) は、1983年にスティーヴ・ブラウンらを中心にアメリカ合衆国ニュージャージー州で結成されたハードロック・バンド。
1995年に一度解散し、2007年に再結成された。

## メンバー

### 現在のラインナップ
- ペーター・ローラン (Peter "Pete" Loran) - リード・ボーカル (1983年–1995年、2007年–)
- スティーヴ・ブラウン (Steve Brown) - リード・ギター、ハーモニカ、バック・ボーカル (1983年–1995年、2007年–)
- P・J・ファーレイ (P. J. Farley) - ベース、バック・ボーカル (1988年–1995年、2007年–)
- マーク・スコット (Mark "Gus" Scott) - ドラム、パーカッション、バック・ボーカル (1984年–1995年、2007年–)

### 旧メンバー
- マイク・ペイン (Mike Pane) - ドラム (1983年–1984年)
- ダグラス・カウィー (Douglas "Dougie C." Cowie) - ベース、バック・ボーカル (1983年–1988年)
- マイケル・ルチアーノ (Michael "Mike" Luciano) - ドラム、パーカッション、バック・ボーカル (1995年)
- トム・クームズ (Tom Coombs) - ドラム、パーカッション、バック・ボーカル
- ジェイミー・ディメアー (Jamie "Animal" Dimare) - ベース

### セッション・メンバー
- ライアッド・コーエン (Liad Cohen) - キーボード on 『トリクスター』『HEAR!』[1] (1992年、マルチ・トラック)
- エドガー・ウィンター (Edgar Winter) - サクソフォーン on 『If Looks Could Kill』収録曲「One Mo Time」 (1990年–1991年)

## ディスコグラフィ

### スタジオ・アルバム
- 『トリクスター』 - Trixter (1990年、MCA) ※全米28位
- 『HEAR!』 - Hear! (1992年、MCA) ※全米109位
- Undercovers (1994年、Backstreet)
- 『ニュー・オーディオ・マシーン』 - New Audio Machine (2012年、Frontiers)
- 『ヒューマン・エラ』 - Human Era (2015年、Frontiers)

### ライブ・アルバム
- Alive In Japan (2008年、Mojo Vegas)

### コンピレーション・アルバム
- Best of Trixter (2009年、Mojo Vegas)

### 参加コンピレーション・アルバム
- If Looks Could Kill (1991年) ※映画『ティーン・エージェント』サウンドトラック
- Nintendo: White Knuckle Scorin' (1991年)
- Hard Love (1994年)
- Glam Rock Vol. 2 (1998年)
- Rock of the 80s (1998年)